# میتسواکی مادونو
میتسواکی مادونو (انگلیسی: Mitsuaki Madono; ۲۸ ژوئیهٔ ۱۹۶۴ – ) صداپیشه، و بازیگر اهل ژاپن بود. وی از سال ۱۹۸۹ میلادی تاکنون مشغول فعالیت بوده‌است.